# Hermann Fröhlich
Hermann Fröhlich (* um 1941) ist ein österreichischer Badmintonspieler. 

## Karriere
Hermann Fröhlich gewann 1961 seinen ersten nationalen Titel in Österreich. 15 weitere folgten bis 1977. International war er bei den Swiss Open, den Austrian International und den Hungarian International erfolgreich.

## Sportliche Erfolge
| Saison | Veranstaltung                                  | Disziplin    | Platz | Name                                  |
| ------ | ---------------------------------------------- | ------------ | ----- | ------------------------------------- |
| 1960   | Österreich: Einzelmeisterschaften der Junioren | Herreneinzel | 1     | Hermann Fröhlich                      |
| 1961   | Österreich: Einzelmeisterschaft                | Mixed        | 1     | Hermann Fröhlich / Lore Voit          |
| 1962   | Österreich: Einzelmeisterschaft                | Mixed        | 1     | Hermann Fröhlich / Lore Voit          |
| 1964   | Österreich: Einzelmeisterschaft                | Mixed        | 1     | Hermann Fröhlich / Lore Voit          |
| 1965   | Österreich: Einzelmeisterschaft                | Mixed        | 1     | Hermann Fröhlich / Lore Voit          |
| 1967   | Österreich: Einzelmeisterschaft                | Herreneinzel | 1     | Hermann Fröhlich                      |
| 1969   | Österreich: Einzelmeisterschaft                | Herreneinzel | 1     | Hermann Fröhlich                      |
| 1969   | Österreich: Einzelmeisterschaft                | Mixed        | 1     | Hermann Fröhlich / Lore König         |
| 1970   | Österreich: Einzelmeisterschaft                | Herreneinzel | 1     | Hermann Fröhlich                      |
| 1970   | Österreich: Einzelmeisterschaft                | Mixed        | 1     | Hermann Fröhlich / Lore König         |
| 1970   | Swiss Open                                     | Herrendoppel | 1     | Hermann Fröhlich / Roy Díaz González  |
| 1970   | Swiss Open                                     | Mixed        | 1     | Hermann Fröhlich / Ingrid Wieltschnig |
| 1970   | Austrian International                         | Herreneinzel | 1     | Hermann Fröhlich                      |
| 1970   | Österreich: Einzelmeisterschaft                | Mixed        | 1     | Hermann Fröhlich / Lore König         |
| 1971   | Int. Meisterschaft Niederösterreichs           | Herreneinzel | 1     | Hermann Fröhlich                      |
| 1971   | Österreich: Einzelmeisterschaft                | Herreneinzel | 1     | Hermann Fröhlich                      |
| 1972   | Austrian International                         | Mixed        | 1     | Hermann Fröhlich / Lore König         |
| 1973   | Österreich: Einzelmeisterschaft                | Mixed        | 1     | Hermann Fröhlich / Lore König         |
| 1973   | Österreich: Einzelmeisterschaft                | Herreneinzel | 1     | Hermann Fröhlich                      |
| 1973   | Austrian International                         | Mixed        | 1     | Hermann Fröhlich / Lore König         |
| 1974   | Österreich: Einzelmeisterschaft                | Mixed        | 1     | Hermann Fröhlich / Lore König         |
| 1974   | Österreich: Einzelmeisterschaft                | Herreneinzel | 1     | Hermann Fröhlich                      |
| 1974   | Austrian International                         | Mixed        | 1     | Hermann Fröhlich / Lore König         |
| 1974   | Hungarian International                        | Herreneinzel | 1     | Hermann Fröhlich                      |
| 1975   | Österreich: Einzelmeisterschaft                | Mixed        | 1     | Hermann Fröhlich / Lore König         |
| 1976   | Austrian International                         | Herreneinzel | 1     | Hermann Fröhlich                      |
| 1977   | Österreich: Einzelmeisterschaft                | Herreneinzel | 1     | Hermann Fröhlich                      |